# Frankfurter Wachensturm

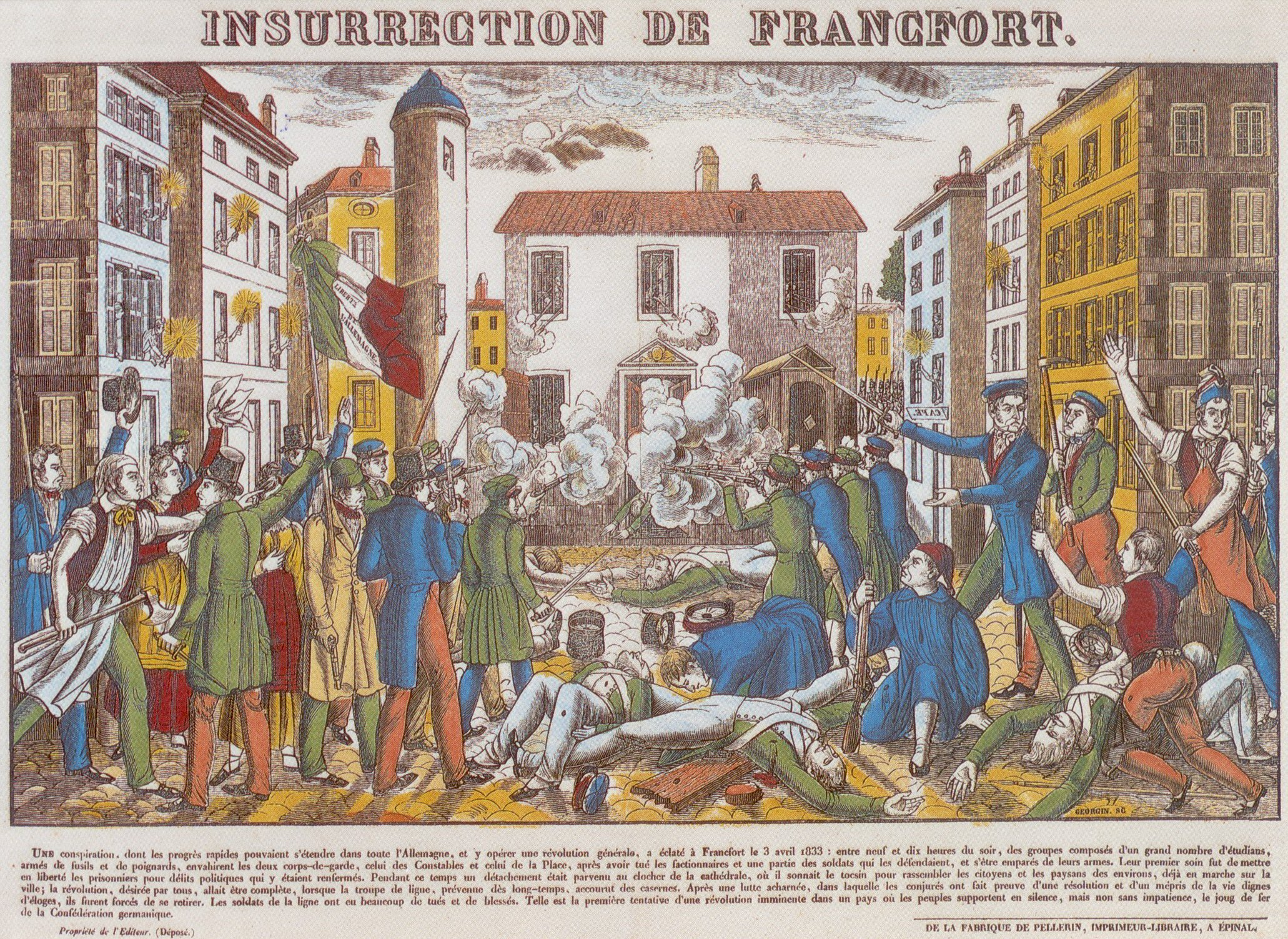
Ilustracja do wydarzenia

Frankfurter Wachensturm (z niem. szturm na odwachy we Frankfurcie) 3 kwietnia 1833 był nieudaną próbą rozpoczęcia rewolucji w Niemczech.

## Przebieg
Około 50 studentów zaatakowało żołnierzy oraz policjantów we Frankfurcie nad Menem, chcąc przejąć kontrolę nad skarbem Związku Niemieckiego, aby rozpocząć rewolucję. Atak nie udał się, ponieważ władze miasta zostały wcześniej poinformowane o zamiarach studentów.

### Niemieckie
- Foerster, Cornelia: Der Preß- und Vaterlandsverein von 1832/33. Sozialstruktur und Organisationsformen der bürgerlichen Bewegung in der Zeit des Hambacher Festes, Trier 1982 (= Trierer historische Forschungen, Bd. 3).
- Gerber, Harry: Der Frankfurter Wachensturm vom 3. April 1833. Neue Beiträge zu seinem Verlauf und seiner behördlichen Untersuchung, in: Paul Wentzcke (Hg.): Quellen und Darstellungen zur Geschichte der Burschenschaft und der deutschen Einheitsbewegung, Bd. 14, Berlin 1934, S. 171–212.
- Heer, Georg: Geschichte der Deutschen Burschenschaft, Bd. 2: Die Demagogenzeit 1820-1833, Heidelberg 1927, 2. Aufl. 1965 (= Quellen und Darstellungen zur Geschichte der Burschenschaft und der deutschen Einheitsbewegung, Bd. 10), S. 291–302.
- Jakob, Josef: Die Studentenverbindungen und ihr Verhältnis zu Staat und Gesellschaft an der Ludwigs-Maximilian-Universität Landshut/München von 1800 bis 1833, Diss. phil. Fernuniversität Hagen 2002, S. 179–181, 206–209, 211–217.
- Kaupp, Peter: „Bezüglich revolutionärer Umtriebe”. Burschenschafter im „Schwarzen Buch” (1838). Ein Beitrag zur Sozialstruktur und zur Personengeschichte des deutschen Frühliberalismus, in: Horst Bernhardi, Ernst Wilhelm Wreden (Hg.): Jahresgabe der Gesellschaft für burschenschaftliche Geschichtsforschung 1980/81/82, o. O. (Bad Nauheim) 1981, S. 73–99.
- Kopf, Sabine: Studenten im deutschen Press- und Vaterlandsverein – Zum Verhältnis von Burschenschaften und nichtstudentischer bürgerlicher Opposition 1832/33, in: Helmut Asmus (Hg.): Studentische Burschenschaften und bürgerliche Umwälzung. Zum 175. Jahrestag des Wartburgfestes, Berlin 1992, S. 185–196.
- Leininger, Franz, Herman Haupt: Zur Geschichte des Frankfurter Attentats, in: Herman Haupt (Hg.): Quellen und Darstellungen zur Geschichte der Burschenschaft und der deutschen Einheitsbewegung, Bd. 5, Heidelberg 1920, S. 133–148.
- Lönnecker, Harald: „Unzufriedenheit mit den bestehenden Regierungen unter dem Volke zu verbreiten”. Politische Lieder der Burschenschaften aus der Zeit zwischen 1820 und 1850, in: Max Matter, Nils Grosch (Hg.): Lied und populäre Kultur. Song and Popular Culture, Münster, New York, München, Berlin 2004 (= Jahrbuch des Deutschen Volksliedarchivs Freiburg i. Br., Bd. 48/2003), S. 85–131.
- Polster, Georg: Politische Studentenbewegung und bürgerliche Gesellschaft. Die Würzburger Burschenschaft im Kräftefeld von Staat, Universität und Stadt 1814-1850, Heidelberg 1989 (= Darstellungen und Quellen zur Geschichte der deutschen Einheitsbewegung im neunzehnten und zwanzigsten Jahrhundert, Bd. 13), S. 192 f., 198-203, 207-214, 229 f., 247-259.
- Roeseling, Severin: Burschenehre und Bürgerrecht. Die Geschichte der Heidelberger Burschenschaft von 1824 bis 1834, Heidelberg 1999 (= Heidelberger Abhandlungen zur mittleren und neueren Geschichte, Bd. 12), S. 150–235, 244–289, 296–312, 315–321, 324–329.

### Angielskie
- Rudolph L. Biesele, The History of the German Settlements in Texas, 1831-1861 (Austin: Von Boeckmann-Jones, 1930; rpt. 1964).
- William Goetzmann, ed., The American Hegelians: An Intellectual Episode in the History of Western America (New York: Knopf, 1973).
- Minetta Altgelt Goyne, A Life among the Texas Flora: Ferdinand Lindheimer’s Letters to George Engelmann (College Station: Texas A&M University Press, 1991).
- Glen E. Lich and Dona B. Reeves, eds., German Culture in Texas (Boston: Twayne, 1980).
- Carl Wittke, Refugees of Revolution: The German Forty-Eighters in America (Philadelphia: University of Pennsylvania Press, 1952).